# Монастырь Хаузен
Монастырь Хаузен (нем. Kloster Hausen) — бывший монастырь ордена премонстрантов, располагавшийся в одноимённом районе баварской городской общины Бад-Киссинген. Монастырь, освященный в честь Святого Креста, был основан в 1161 году на пожертвование графа Генриха фон Хеннеберга, передавшего землю Вюрцбургской епархии. Возможно, монастырская церковь была построена одновременно с основанием монастыря: при этом первое известное упоминание о церкви датируется 1250 годом. Здание является памятником архитектуры (No. D-6-72-114-186).